# Конрад IV (Фюрстенберг)
Конрад IV фон Фюрстенберг (на немски: Konrad IV von Fürstenberg; † между 16 август 1418 и 2 май 1419) е граф на Фюрстенберг, господар на Волфах, Хазлах-Хаузах (1407 – 1419).

## Произход и управление
Той е син на граф Хайнрих IV фон Фюрстенберг († 1408) и втората му съпруга София фон Меркенберг-Цолерн-Шалксбург († сл. 1427), дъщеря на граф Фридрих III фон Меркенберг-Шалксбург († 1378) и графиня София фон Цолерн-Шлюселберг († 1361). Брат е на Фридрих († 1393), Хайнрих V, граф на Фюрстенберг († 1441), Йохан, каноник във Фрауенфелд и Райхенау († ок. 1427), на Егино V, граф на Фюрстенберг, ландграф в Баар († 1449), на Беатрикс († 1433), омъжена I. 1396 г. за Хайнрих II фон Мьомпелгард († 1396, Никополис), II. пр. 3 май 1399 г. за граф Рудолф III фон Верденберг († 1418/1421), на София, монахиня в Найдинген, и на Агнес († сл. 1418).
Конрад поема през 1407 г. регентството във Фюрстенберг преди смъртта на баща му. Конрад получава собственостите в Кинцигтал с градовете Волфах и Хазлах. Той основава новата странична линия „Фюрстенберг-Волфах“ или „Фюрстенберг-Кинцигтал“. През 1499 г. собственостите на Фюрстенбергите отново са обединени.

## Фамилия
Конрад IV фон Фюрстенберг се сгодява на 22 юли 1412 и се жени на 2 май 1413 г. и на 15 юни 1413 г. за графиня за Аделхайд фон Цвайбрюкен-Бич († сл. 1 октомври 1452), дъщеря на граф Симон IV (V) фон Цвайбрюкен-Бич († 1406/1407) и Хилдегард фон Лихтенберг († сл. 1436). Те имат две деца:
- Хайнрих VIII фон Фюрстенберг-Волфах († 30 ноември 1490), граф на Фюрстенберг-Волфах (1419 – 1490), ландграф в Баар, женен за Маргарета Кюферин[5]
- Егено II фон Фюрстенберг († пр. 1449)